# Kammerer Tanks
Bei den Kammerer Tanks handelt es sich um mehrere Staubecken im Lea County, im US-Bundesstaat New Mexico, in den Vereinigten Staaten. Die Höhe über dem Meeresspiegel beträgt 945 m. Sie befinden sich etwa 10 km westlich von Jal.